# Pippo Schembri
Filippo „Pippo” Schembri (ur. 17 lutego 1911, zm. 15 września 1981) – maltański piłkarz wodny, olimpijczyk.
W 1936 roku wystąpił wraz z drużyną na igrzyskach w Berlinie. Podczas tego turnieju zagrał we wszystkich trzech spotkaniach fazy grupowej. Maltańscy waterpoliści przegrali wszystkie trzy mecze (2–8 z Brytyjczykami, 0–12 z Węgrami oraz 0–7 z Jugosławią) i odpadli z dalszej części rozgrywek. Schembri zgłoszony był również do startu w pływaniu – nie pojawił się jednak na starcie wyścigu eliminacyjnego na 200 m stylem grzbietowym.